# Nintinugga
Nintinugga (Herrin, die die Toten belebt) war eine sumerische Göttin. Nintinugga war eine Heilgöttin, die seit altbabylonischer Zeit mit Gula und Nininsina gleichgesetzt wurde.